# Orli Kamień
Orli Kamień (518 m n.p.m.) – szczyt i najdalej na zachód wysunięty masyw górski w Górach Sanocko-Turczańskich.
Masyw Orlego Kamienia znajduje się na terenie Gór Słonnych, w zachodniej części tzw. Pasma Olchowieckiego. Ma postać przebiegającego z północnego zachodu na południowy wschód grzbietu o długości ok. 5 km, oddającego liczne ramiona boczne głównie w kierunku południowym, z licznymi niewybitnymi kulminacjami – m.in. Krzyż (457 m n.p.m.), najwyższe wzniesienie zwykle nazywane Biała Góra, czasem też Orli Kamień  (518 m n.p.m.), właściwy Orli Kamień (510 m n.p.m.) dalej na wschód wierzchołek, na szczytowej partii którego znajduje się kilka skałek ostańcowych, nazywanych właśnie "Orle Skałki" czy "Orli Kamień" od których wziął nazwę szczyt, a przez swoją rozpoznawalność cały masyw, choć główna kulminacja jest ok. 2 km na zachód od tego miejsca. Nazwa szczytu w zasadzie dotyczy grupy skałek ostańcowych nieco na zachód od kulminacji.
Od zachodu opływa go San będący granicą z Pogórzem Dynowskim i Kotliną Jasielsko-Krośnieńską. Na wschodzie potok Olchowski oddziela go od masywu Granickiej (575 m n.p.m.), natomiast od głównego grzbietu Gór Słonnych odgranicza przełęcz oraz, na północnym wschodzie, dolina, w której leży wieś Liszna.
Cały masyw, z wyjątkiem stoków w okolicy Lisznej (poniżej 400 m n.p.m.), jest porośnięty lasem. Stoki w wielu miejscach, szczególnie w górnych partiach są strome, a w rejonie szczytu znajdują się piaskowcowe wychodnie. Na ramieniu odbiegającym na zachód z głównego wierzchołka usytuowane jest grodzisko. W dolnej części południowego zbocza, nad Sanem, znajduje się skansen – Muzeum Budownictwa Ludowego w Sanoku, gdzie podczas prac budowlanych odkryto osadę celtycką oraz średniowieczną.

## Szlaki turystyczne
Sanok – Biała Góra – Orli Kamień – Słonna (639 m n.p.m.) – Przysłup – Rakowa – Chwaniów – Roztoka, dalej przez Pogórze Przemyskie do Przemyśla
 Sanok – Orli Kamień (510 m n.p.m.)
 Szlak Architektury Drewnianej Sanok – Międzybrodzie – Orli Kamień – Mrzygłód – Ulucz – Dobra – Hołuczków – Słonna (639 m n.p.m.) – Granicka – Sanok